# Airzooka

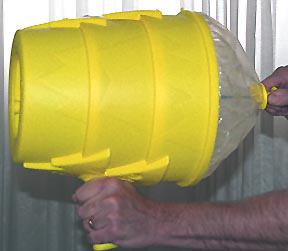
En bild på en Airzooka.

Airzooka är en handdriven leksak som skjuter "luftbollar" upp till 10 meter.